# Santa María Cuevas
Santa María Cuevas es una población del municipio de Zumpango, uno de los 125 municipios del Estado de México en México. Es una comunidad urbana y  registró en el Censo de Población y Vivienda realizado en 2020 por el Instituto Nacional de Estadística y Geografía un total de 3,704 habitantes, de los que 1,787 son hombres y 1,917 son mujeres..

## Historia
Este antiguo altépetl se le conocía como Itzcuincuitlapillan, fue poblado por los otomíes y también era un reducto militar de los mexicas que tributaban en Huepuxtla.
Cuando los españoles llegaron a la región, llamaron a estos llanos como las Lomas de España por su similitud a las tierras de Andalucía y la Extremadura, aquí se establecieron colonos judeoconversos para el control de las tierras, en el año de 1593 se comenzó a construir la parroquia de Santa María de las Cuevas.

## Geografía
El clima predominante es templado subhúmedo, con una temperatura anual promedio de 17º y 436 mm de precipitación anual media, con una estación de lluvias entre mayo y septiembre. De mayo a junio tienen lugar fuertes granizadas y ocasionalmente ocurren heladas en septiembre, diciembre, enero, febrero, marzo y excepcionalmente en abril. Los vientos predominantes proceden del norte; en febrero son características las tolvaneras más agresivas, llegan por el sureste. En septiembre se manifiestan más los efectos de los ciclones de las costas del país.
La flora nativa está integrada por magueyes, nopales, mezquites, huizaches, pirúles, pinos, sauces, sabínos o ahuehuetes, árboles frutales como tejocote, capulín y ciruelo y platas medicinales como gordolobo, cedrón etc. La fauna nativa la podemos apreciar en zonas despobladas y la componen zarigüeyas o tlacuaches, conejos, ratas de campo, zorrillos, onzas, tuzas o topos, tejones, ardillas, búhos, zopilotes, garzas, patos, gallinas de agua (en periodo invernal), colibríes, golondrinas, verdines, pichones, alicantes, víboras de cascabel, ajolotes, camaleones, lagartijas, sapos, ranas y variedades de insectos como arañas, colmenas, abejas, saltamontes, grillos, mariposas y escarabajos.

## Economía
Las actividades sobresalientes son del sector terciario (agricultura no tecnificada, comercio a menor escala y servicios). Dentro del poblado se cultiva maíz, calabaza, cebada, alfalfa, chile, frijol y nopal.